# Morcote
Morcote er en mindre by i Schweiz, beliggende i kantonen Ticino. Byen ligger ca. 10 kilometer syd for Lugano ved bredden af Luganosøen og tæt på den lille landsby Figino.
Med de karakteristiske smalle gader og de mange gamle patricierejendomme, foruden dens naturlige skønhed, er Morcote et yndet turistmål. Det gode vejr og den pittoreske havnefront med de små restauranter trækker også i samme retning.

## Historie
Morcote nævnes første gang på skrift i 926 som Murcau, der stammer fra det latinske Morae caput, der betyder toppen af højen.
Indtil 1847 var Morcote den største havneby i Luganosøen, hvor gods fra det nordlige Italien blev fragtet tværs over søen til resten af Ticino. Herved fik byen en række begunstigelser og privilegier, som medførte stor rigdom, hvilket stadig kan ses på kirken og de øvrige gamle bygninger.
Da dæmningen over søen blev bygget faldt Morcotes betydning og dermed også dens velstand. I løbet af det 19. århundrede groede turismen frem og er i dag den vigtigste indtægtskilde i Morcote.

## Kirken
Byens kirke, Santa Maria del Sasso, er formodentlig opført i det 13. århundrede. Den gennemgik en væsentlig ombygning til renæssance-stil i 1462, og igen i 1758, hvor bygningsstilen blev ændret til barok.
Gennem årene er der føjet flere spændende detaljer til kirken. I det 18. århundrede kom en monumental stentrappe til fra gadeplan og op til den højtbeliggende kirke. Kirketårnet er tilføjet engang i middelalderen.
Kirken rummer en række værdifulde freskoer fra det 16. og 17. århundrede, heriblandt et maleri, dateret 1513.
Nær kirken ligger kapellet Sant' Antonio do Padova, som er opført i 1676 og som rummer en usædvanlig ottekantet gulvflade og kuppel. I 1750 anlagdes kirkegården tæt opad kirken. Fra den smukt anlagte kirkegårds mange flotte terrasser er der et fantastisk vue over søen.

## Demografi
I december 2007 havde Morcote en befolkning på 755. Der er gennem årene ikke sket nogen markant udvikling i befolkningstallet, hvilket fremgår af nedenstående tabel.
| ÅRSTAL | INDBYGGERE |
| 1591   | ca. 500    |
| 1643   | 472        |
| 1769   | 500        |
| 1801   | 400        |
| 1850   | 481        |
| 1900   | 515        |
| 1950   | 593        |
| 2000   | 754        |

## Galleri
- Sø-pomenaden i Morcote.
- Santa Maria del Sasso, kirken i Morcote.
- Kirkegården i Morcote.